# Hammersmith Odeon (álbum)
Hammersmith Odeon es un álbum en directo del compositor estadounidense Frank Zappa lanzado póstumamente el 6 de noviembre de 2010. Es un álbum triple que contiene material inédito de grabaciones entre el 25 y el 27 de enero y del 28 de febrero de 1978.

## Lista de canciones
- CD 1

1. «Convocation/The Purple Lagoon»
2. «Dancin' Fool»
3. «Peaches En Regalia»
4. «The Torture Never Stops»
5. «Tryin' To Grow A Chin»
6. «City Of Tiny Lites»
7. «Baby Snakes»
8. «Pound For A Brown»

- CD 2

1. «I Have Been In You»
2. «Flakes»
3. «Broken Hearts Are For Assholes»
4. «Punky's Whips»
5. «Titties 'N Beer»
6. «Audience Participation»
7. «The Black Page #2»
8. «Jones Crusher»
9. «The Little House I Used To Live In»

- CD 3

1. «Dong Work For Yuda»
2. «Bobby Brown»
3. «Envelopes»
4. «Terry Firma»
5. «Disco Boy»
6. «King Kong»
7. «Watermelon In Easter Hay (Prequel)»
8. «Dinah-Moe Humm»
9. «Camarillo Brillo»
10. «Muffin Man»
11. «Black Napkins»
12. «San Ber'dino»

## Músicos
- Frank Zappa (Guitarra y voz)
- Adrian Belew (Guitarra y voz)
- Peter Wolf (Teclados)
- Tommy Mars (Teclados y voz)
- Patrick O'Hearn (Bajo y voz)
- Terry Bozzio (Batería y voz)
- Ed Mann (Percusión)

- Datos: Q3126540